# Bunke-slægten
Bunke-slægten (Deschampsia) er udbredt på samtlige kontinenter, men hovedvægten i de tempererede egne og bjergegne med ca. 15 arter. Det er oftest stauder, men enårige arter findes også. Væksten er tueformet, og der dannes sjældent udløbere. Bladene er buet overhængende, smalle og linjeformede. Oversiden er tydeligt ribbet og ru, mens undersiden er næsten glat. Blomsterne bæres i småaks, der er samlet i store, løse og forgrenede toppe. Blomsterne er reducerede. Frugterne er nødder ("korn").
| Beskrevne arter |

- Deschampsia antarctica
- Mosebunke (Deschampsia cespitosa)
- Bølget bunke (Deschampsia flexuosa)
- Fin bunke (Deschampsia setacea)

| Andre arter |

- Deschampsia danthonioides
- Deschampsia elongata
- Deschampsia koelerioides
- Deschampsia laxa
- Deschampsia media
- Deschampsia nubigena
- Deschampsia pulchra
- Deschampsia reuteri

Deschampsia antarctica er den sydligst forekommende art inden for de enkimbladede, og den ene af kun to blomstrende planter på Antarktis.